# Baugy (Baugy)
Baugy ist eine Ortschaft und eine ehemalige französische Gemeinde mit 1.396 Einwohnern (Stand: 1. Januar 2022) im Département Cher in der Region Centre-Val de Loire. Sie gehörte zum Arrondissement Bourges. Die Bewohner werden Balgyciens und Balgyciennes genannt.
Mit Wirkung vom 1. Januar 2019 wurden die ehemaligen Gemeinden Baugy, Laverdines und Saligny-le-Vif zur namensgleichen Commune nouvelle Baugy zusammengeschlossen und haben in der neuen Gemeinde der Status einer Commune déléguée. Der Verwaltungssitz befindet sich im Ort Baugy.

## Geografie
Baugy liegt etwa 25 Kilometer östlich von Bourges.
Umgeben wird Baugy von den Nachbargemeinden und der Commune déléguée:
| Villabon           | Gron                                        |                                   |
| Farges-en-Septaine | Kompassrose, die auf Nachbargemeinden zeigt | Villequiers                       |
|                    | Avord                                       | Saligny-le-Vif (Commune déléguée) |

## Geschichte
Baugy war eines der Zentren der Provinz Berry.

## Bevölkerungsentwicklung

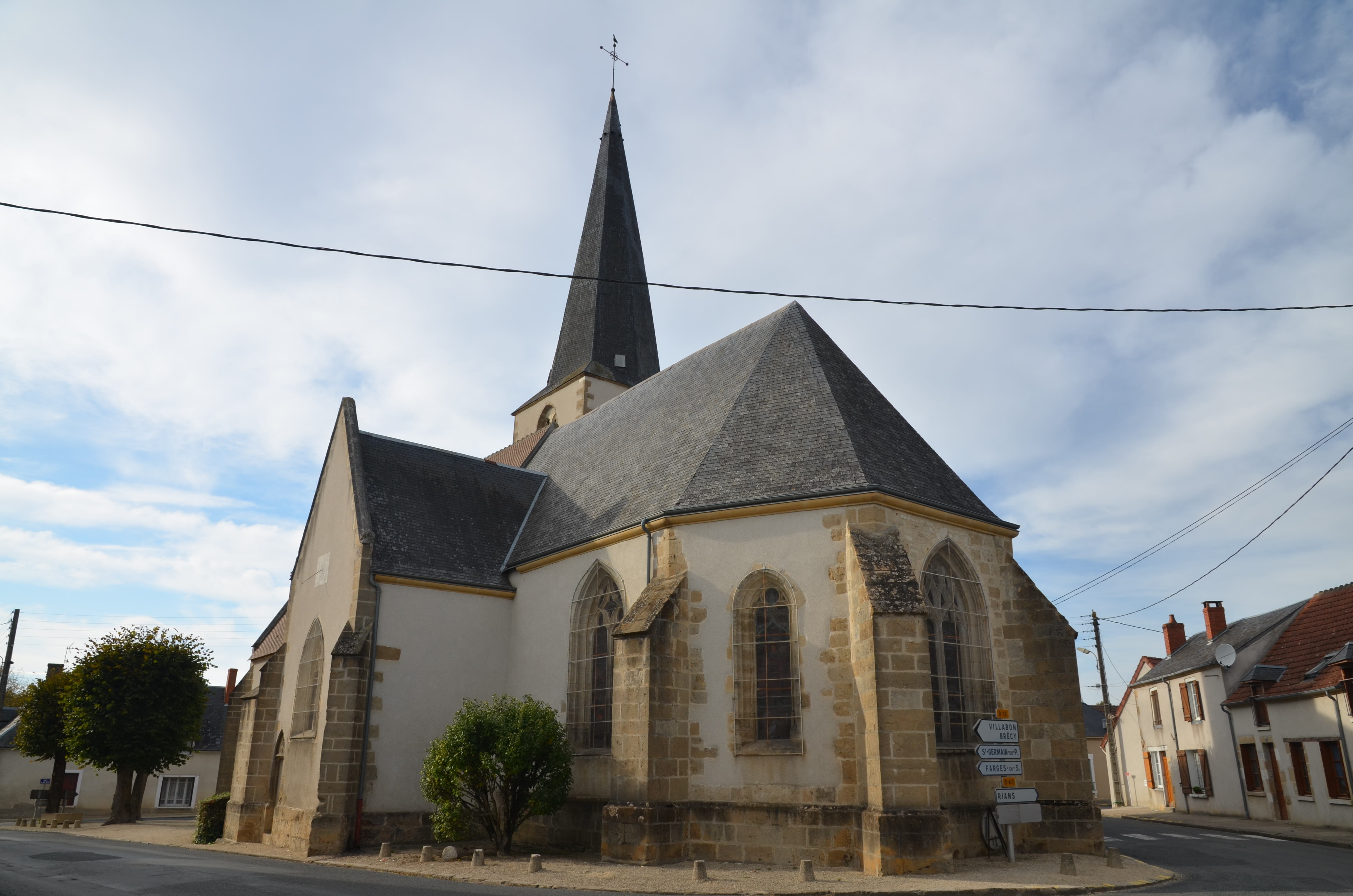
Kirche Saint-Martin

| Baugy: Einwohnerzahlen von 1793 bis 2021                                                                                   | Baugy: Einwohnerzahlen von 1793 bis 2021 | Baugy: Einwohnerzahlen von 1793 bis 2021 | Baugy: Einwohnerzahlen von 1793 bis 2021 | Baugy: Einwohnerzahlen von 1793 bis 2021 |
| --- | ---------------------------------------- | ---------------------------------------- | ---------------------------------------- | ---------------------------------------- |
| Jahr |                                          |                                          |                                          | Einwohner                                |
| 1793 | 1793                                     |                                          | 708                                      | 708                                      |
| 1800 | 1800                                     |                                          | 803                                      | 803                                      |
| 1806 | 1806                                     |                                          | 890                                      | 890                                      |
| 1821 | 1821                                     |                                          | 853                                      | 853                                      |
| 1831 | 1831                                     |                                          | 887                                      | 887                                      |
| 1836 | 1836                                     |                                          | 1.124                                    | 1.124                                    |
| 1841 | 1841                                     |                                          | 1.100                                    | 1.100                                    |
| 1846 | 1846                                     |                                          | 1.229                                    | 1.229                                    |
| 1851 | 1851                                     |                                          | 1.292                                    | 1.292                                    |
| 1856 | 1856                                     |                                          | 1.304                                    | 1.304                                    |
| 1861 | 1861                                     |                                          | 1.486                                    | 1.486                                    |
| 1866 | 1866                                     |                                          | 1.483                                    | 1.483                                    |
| 1872 | 1872                                     |                                          | 1.570                                    | 1.570                                    |
| 1876 | 1876                                     |                                          | 1.615                                    | 1.615                                    |
| 1881 | 1881                                     |                                          | 1.600                                    | 1.600                                    |
| 1886 | 1886                                     |                                          | 1.623                                    | 1.623                                    |
| 1891 | 1891                                     |                                          | 1.640                                    | 1.640                                    |
| 1896 | 1896                                     |                                          | 1.823                                    | 1.823                                    |
| 1901 | 1901                                     |                                          | 1.585                                    | 1.585                                    |
| 1906 | 1906                                     |                                          | 1.518                                    | 1.518                                    |
| 1911 | 1911                                     |                                          | 1.508                                    | 1.508                                    |
| 1921 | 1921                                     |                                          | 1.382                                    | 1.382                                    |
| 1926 | 1926                                     |                                          | 1.210                                    | 1.210                                    |
| 1931 | 1931                                     |                                          | 1.178                                    | 1.178                                    |
| 1936 | 1936                                     |                                          | 1.144                                    | 1.144                                    |
| 1946 | 1946                                     |                                          | 1.140                                    | 1.140                                    |
| 1954 | 1954                                     |                                          | 1.054                                    | 1.054                                    |
| 1962 | 1962                                     |                                          | 1.103                                    | 1.103                                    |
| 1968 | 1968                                     |                                          | 1.116                                    | 1.116                                    |
| 1975 | 1975                                     |                                          | 1.106                                    | 1.106                                    |
| 1982 | 1982                                     |                                          | 1.144                                    | 1.144                                    |
| 1990 | 1990                                     |                                          | 1.159                                    | 1.159                                    |
| 1999 | 1999                                     |                                          | 1.146                                    | 1.146                                    |
| 2006 | 2006                                     |                                          | 1.254                                    | 1.254                                    |
| 2015 | 2015                                     |                                          | 1.492                                    | 1.492                                    |
| 2021 | 2021                                     |                                          | 1.410                                    | 1.410                                    |
| Quelle(n): EHESS/Cassini bis 1999, INSEE ab 2006 Anmerkung(en): Ab 1962 offizielle Zahlen ohne Einwohner mit Zweitwohnsitz |                                          |                                          |                                          |                                          |

## Sehenswürdigkeiten
- Kirche Saint-Martin mit Ursprüngen aus dem 12. Jahrhundert, seit 1913 als Monument historique klassifiziert
- Reste der ehemaligen Burg aus dem 13. und 15. Jahrhundert
- Markthallen von 1885

## Persönlichkeiten
- Gabriel Ranvier (1828–1879), Maler und Revolutionär